# 第二彼得里夫卡 (沃茲涅先斯克區)
48°2′42″N 31°42′3″E / 48.04500°N 31.70083°E
第二彼得里夫卡（烏克蘭語：Петрівка Друга），是烏克蘭南部尼古拉耶夫州沃茲涅先斯克區新马尔伊夫卡市镇内的村落。面積0.46平方公里，海拔高度171米，2001年人口8，人口密度每平方公里17.6人。